# Міндаугас Тімінскас
Міндаугас Тімінскас (28 березня 1974) — литовський баскетболіст.
Бронзовий призер Олімпійських Ігор 2000 року.
Срібний призер Чемпіонату Європи 1995 року.